# Ilias Pursanidis
Ilias Pursanidis (gr.: Ηλίας Πουρσανίδης; ur. 13 kwietnia 1972 w Atenach) – grecki piłkarz występujący na pozycji pomocnika.

## Kariera klubowa
Pursanidis karierę rozpoczynał w 1990 roku w czwartoligowym zespole Haidari. W 1992 roku został zawodnikiem pierwszoligowego OFI 1925. W pierwszej lidze greckiej zadebiutował 20 lutego 1993 w przegranym 2:3 meczu z AEK Ateny. W OFI grał do 1997 roku. Następnie przeniósł się do także pierwszoligowego Olympiakosu. W latach 1998–2003 6 razy zdobył z nim mistrzostwo Grecji (1998, 1999, 2000, 2001, 2002, 2003). W 1999 roku wywalczył z nim też Puchar Grecji.
W 2003 roku Pursanidis odszedł do Iraklisu, również występującego w pierwszej lidze. Występował tam do końca sezonu 2007/2008, po czym zakończył karierę.

## Kariera reprezentacyjna
W reprezentacji Grecji Pursanidis zadebiutował 25 stycznia 1995 w wygranym 3:2 towarzyskim meczu z Cyprem. W latach 1995–2000 w drużynie narodowej rozegrał 33 spotkania.